# Maré viva perigeana
Maré viva perigeana é a designação dada às marés vivas, isto é marés que ocorrem em sizígia quando a Lua está próxima do seu perigeu.

## Descrição
Nas luas cheias e luas novas, o Sol, a Terra e a Lua estão alinhados, produzindo marés mais altas do que o normal, conhecidas por marés vivas. Como a órbita de 29,5 dias da Lua em torno da Terra não é circular, quando a Lua está mais próxima da Terra (no seu perigeu), as marés vivas são maiores originando as marés vivas designadas por marés vivas perigeanas. Estas marés apresentam em geral uma amplitude de maré que é cerca de uma dezena de centímetros maior que as marés vivas correntes.